# Tuffi ai XX Giochi del Commonwealth - Trampolino 3 metri sincro maschile
Il concorso dei tuffi dal trampolino 3 metri sincro maschile dei Giochi del Commonwealth di Glasgow 2014 si è svolto il 1º agosto 2014.

## Risultati
| Class | Nazione                                              | Tuffi | Tuffi | Tuffi | Tuffi | Tuffi | Tuffi | Totale |
| Class | Nazione                                              | 1     | 2     | 3     | 4     | 5     | 6     | Totale |
| ----- | ---------------------------------------------------- | ----- | ----- | ----- | ----- | ----- | ----- | ------ |
|       | Inghilterra Jack Laugher Chris Mears                 | 51.60 | 53.40 | 80.58 | 85.68 | 83.16 | 77.52 | 431.91 |
|       | Australia Matthew Mitcham Grant Nel                  | 52.20 | 51.00 | 70.20 | 66.30 | 79.80 | 83.64 | 403.14 |
|       | Inghilterra Nicholas Robinson-Baker Freddie Woodward | 47.40 | 51.60 | 70.20 | 69.75 | 69.36 | 56.10 | 364.41 |
| 4     | Malaysia Ahmad Amsyar Azman Ooi Tze Liang            | 45.60 | 48.60 | 68.82 | 65.28 | 55.65 | 69.36 | 353.31 |
| 5     | Canada Maxim Bouchard Riley McCormick                | 51.60 | 44.40 | 70.68 | 71.10 | 60.30 | 47.70 | 345.78 |
| 6     | Nuova Zelanda Li Feng Yang Liam Stone                | 45.60 | 46.20 | 67.50 | 58.50 | 66.60 | 52.02 | 336.42 |